# Kungsträdgården
Kungsträdgården é um parque do centro de Estocolmo, conhecido coloquialmente como Kungsan. 
A sua localização e os seus cafés, restaurantes e galerias de arte fazem deste parque um dos principais pontos de encontro e convívio da cidade.
Oferece concertos musicais ao ar livre no verão, e dispõe de uma pista de gelo aberta ao público no invermo.

## Galeria

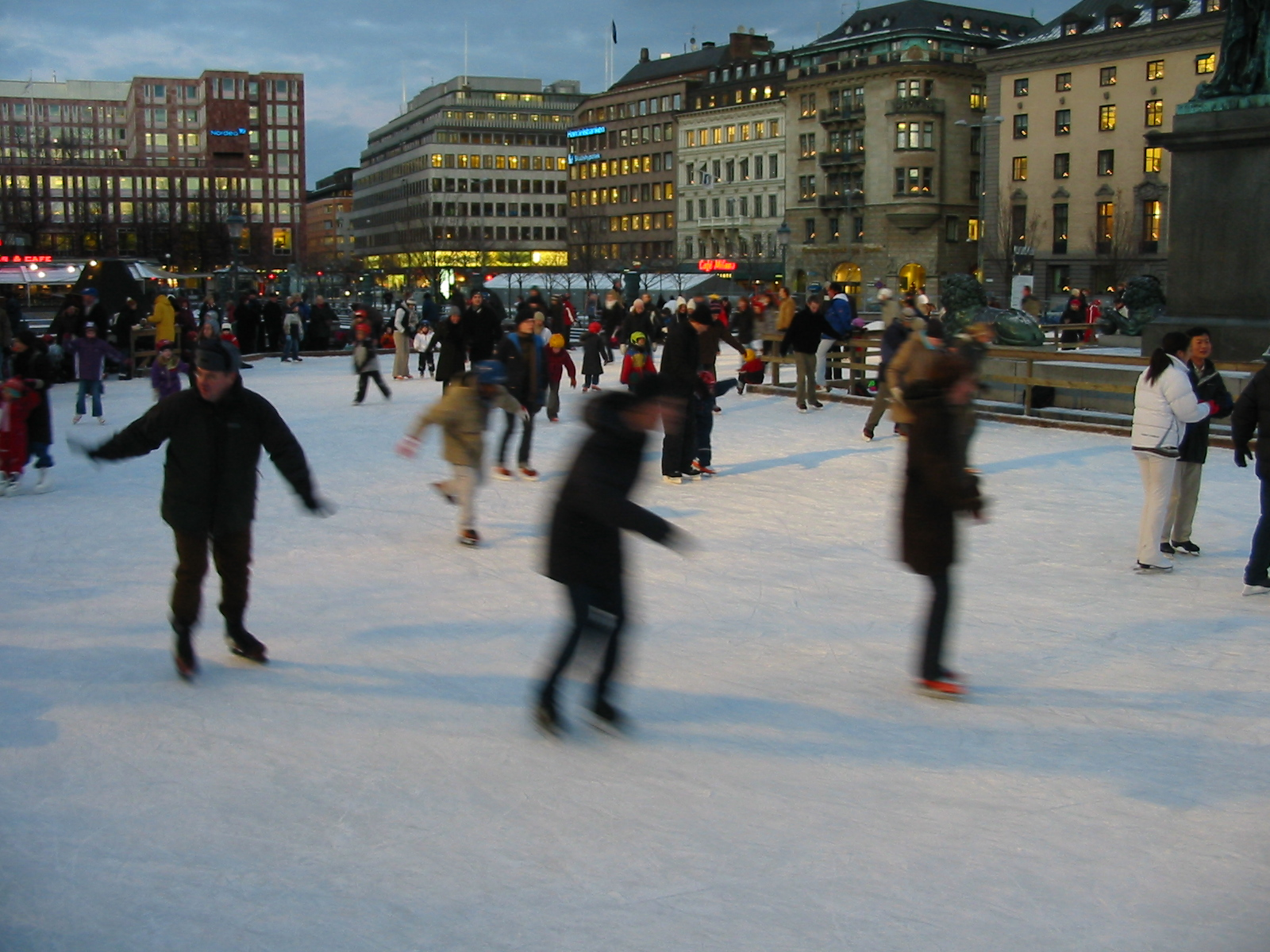
A pista de gelo no inverno
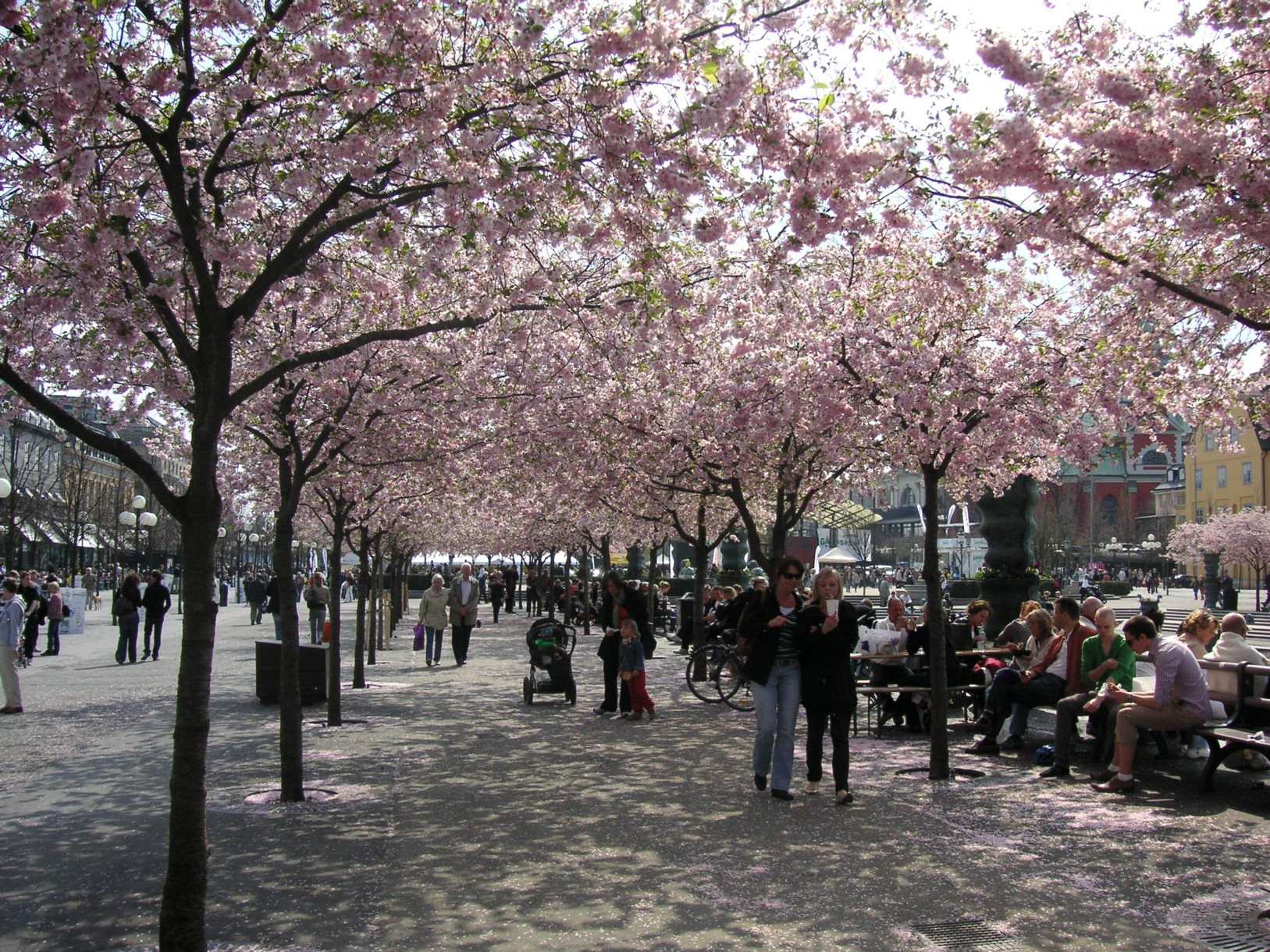
O parque na primavera
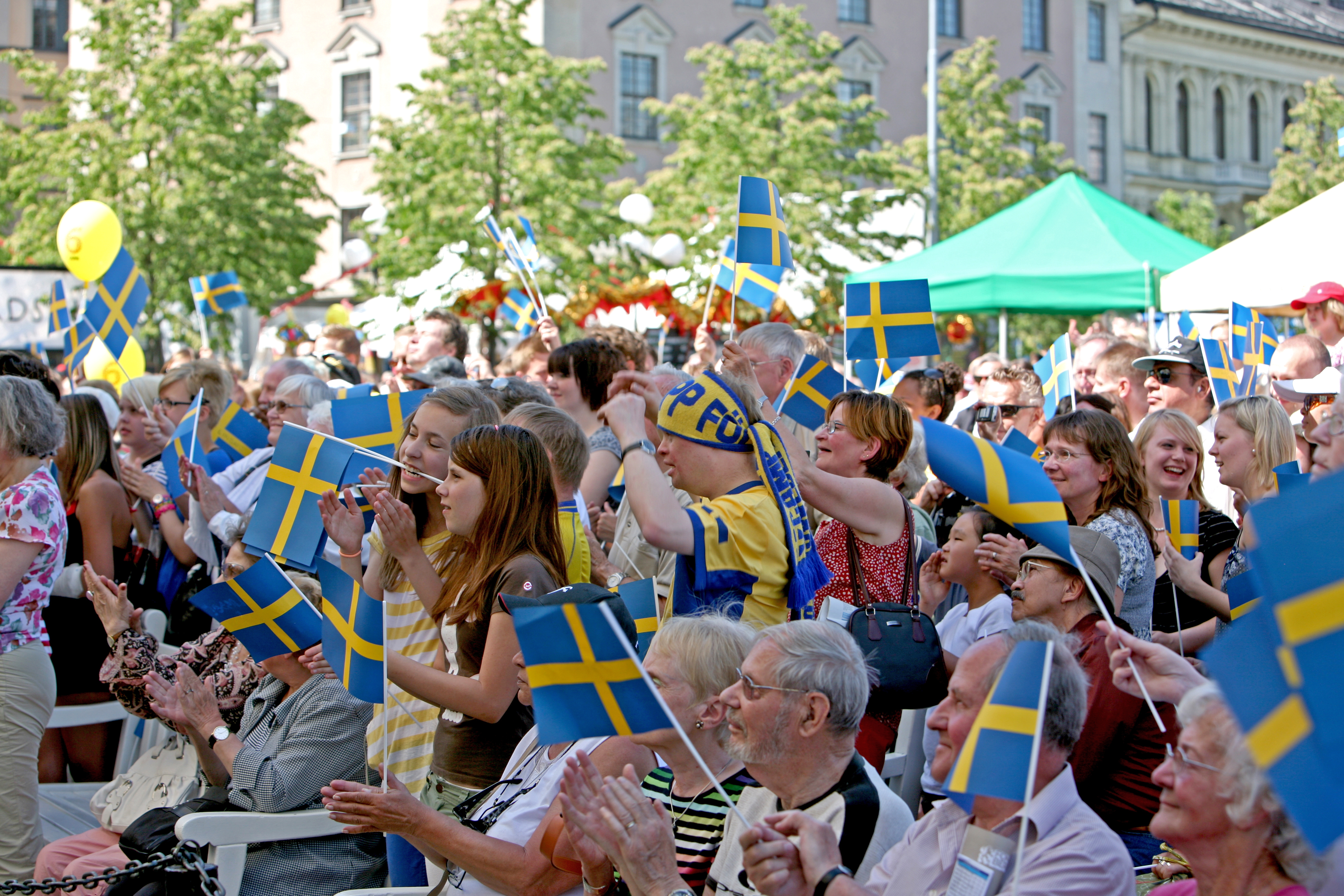
Celebração do Dia da Suécia em 2008
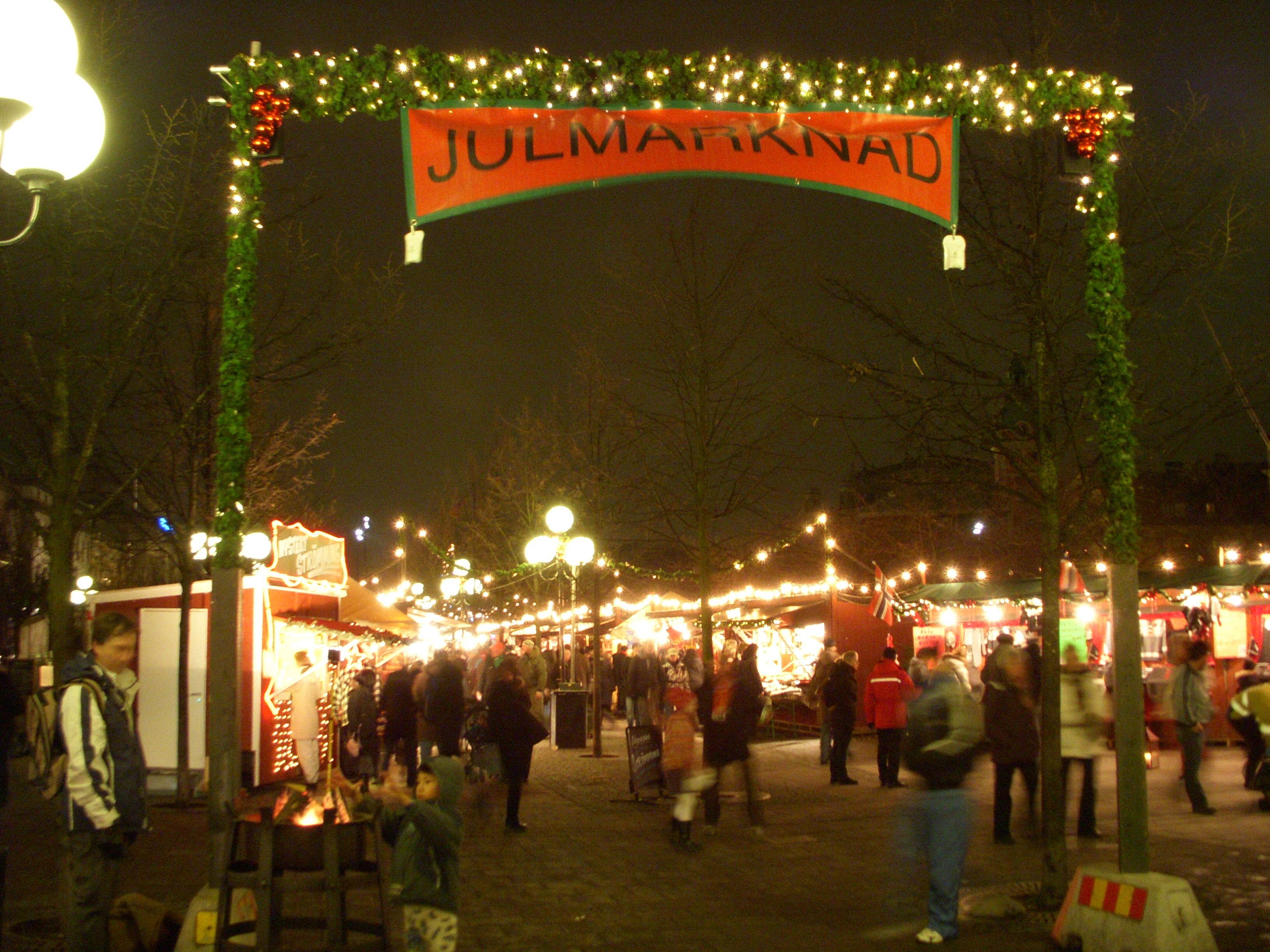
Mercado do Natal em 2008